# Kalendář (Karel Čapek)
Kniha Kalendář (jak je rok dlouhý) je posmrtným výběrem 60 novinových sloupků o ročních dobách, počasí, zahradnických radostech a strastech. Čapek se tu však neutápí v idyle života malého českého člověka a zahrádkáře. Sloupky byly publikovány v letech 1922—1938 v Lidových novinách, jeden roku 1919 v Národních listech a dva nemají uvedený zdroj.